# Sant Cristòfol de la Clínica de Sant Cristòfol
Sant Cristòfol de la Clínica de Sant Cristòfol és la Capella de la clínica d'aquest nom, en el barri del Vernet Mitjà, de Perpinyà, a la comarca del Rosselló, de la Catalunya del Nord.
És al sector est de la zona central del barri del Vernet Mitjà, a prop i a llevant de l'estadi de rugbi Aimé Giral. És en el número 21 de l'Allée d'Aime Giral.